# Allahu Akbar (hymn)
Allahu Akbar (arabiska: الله أكبر) är titeln på Libyens nationalsång 1969–2011. Titeln, Allahu Akbar, betyder på svenska "Gud är större" och är ett vanligt uttryck inom islam.
Hymnen har sitt ursprung i den egyptiska armén under Suezkrisen 1956 då den fungerade som marschsång. I hopp om en förening av den arabiska världen bestämde Libyens då nytillträdde ledare Muammar al-Gaddafi att från 1 september 1969 skulle sången vara Libyens nationalsång. I samband med det libyska inbördeskriget antog det nationella övergångsrådet hymnen som nationalsång återigen 2011. 
Text i svensk översättning
Gud står över alla fiendens knep,
Och Gud är den bästa hjälparen för de förtryckta,
Gud står över alla fiendens knep,
Och Gud är den bästa hjälparen för de förtryckta,
Med bestämdhet och med vapen skall jag försvara
Min nation, sanningens ljus skinande i min hand;
Säg det med mig, säg det med mig:
Gud är störst, Gud är störst, Gud är störst!
Gud är stor över fiendens knep!
Åh denna värld, se och lyssna:
Fienden kom att avundas min position,
Åh denna värld, se och lyssna:
Fienden kom att avundas min position,
Jag skall slåss med vapen och försvar
Och om jag dör, så tar jag honom med mig!
Säg det med mig, säg det med mig:
Gud är störst, Gud är störst, Gud är störst!
Gud är stor över fiendens knep!